# Мерфі (Міссурі)
Мерфі (англ. Murphy) — переписна місцевість (CDP) в США, в окрузі Джефферсон штату Міссурі. Населення — 8425 осіб (2020).

## Географія
Мерфі розташоване за координатами 38°29′31″ пн. ш. 90°29′9″ зх. д. / 38.49194° пн. ш. 90.48583° зх. д. (38.492069, -90.485917).  За даними Бюро перепису населення США в 2010 році переписна місцевість мала площу 10,31 км², з яких 10,21 км² — суходіл та 0,10 км² — водойми.

## Демографія
Згідно з переписом 2010 року, у переписній місцевості мешкало 8690 осіб у 3542 домогосподарствах у складі 2377 родин. Густота населення становила 843 особи/км².  Було 3750 помешкань (364/км²).
Расовий склад населення:
| - 95,3 % — білих - 0,9 % — чорних або афроамериканців - 0,6 % — азіатів - 0,5 % — корінних американців |

До двох чи більше рас належало 2,0 %. Частка іспаномовних становила 2,4 % від усіх жителів.
За віковим діапазоном населення розподілялося таким чином: 22,4 % — особи молодші 18 років, 65,9 % — особи у віці 18—64 років, 11,7 % — особи у віці 65 років та старші. Медіана віку мешканця становила 38,9 року. На 100 осіб жіночої статі у переписній місцевості припадало 97,4 чоловіків;  на 100 жінок у віці від 18 років та старших — 95,3 чоловіків також старших 18 років.
Середній дохід на одне домашнє господарство  становив 55 082 долари США (медіана — 43 393), а середній дохід на одну сім'ю — 65 170 доларів (медіана — 54 222). Медіана доходів становила 38 553 долари для чоловіків та 32 864 долари для жінок. За межею бідності перебувало 10,6 % осіб, у тому числі 13,2 % дітей у віці до 18 років та 6,5 % осіб у віці 65 років та старших.
Цивільне працевлаштоване населення становило 4236 осіб. Основні галузі зайнятості: освіта, охорона здоров'я та соціальна допомога — 20,4 %, роздрібна торгівля — 15,6 %, науковці, спеціалісти, менеджери — 11,5 %, будівництво — 10,7 %.